# Kerk van Staby
De Kerk van Staby (Deens: Staby Kirke) is de parochiekerk in het Deense dorp Staby, ten westen van Ulfborg in de gemeente Holstebro in de regio Midden-Jutland. De kerk geniet grote bekendheid vanwege de prachtig versierde apsis.

## Bouwgeschiedenis
Van de kerk worden de apsis, het koor en het schip verondersteld te zijn gebouwd in de jaren 1200. Volgens de lokale historius Alfred Kaae werd het kerkschip eerst gebouwd, maar dit kan niet worden onderbouwd en veel tijdsverschil tussen de bouw van het schip en het koor en de apsis zal er niet zijn geweest. In de zuidelijke muur van het koor bevindt zich een dichtgemetselde priesterdeur. De zuidelijke deur wordt nog altijd gebruikt en dient tegenwoordig als toegang tot de graftombe. In de stenen van de deuromlijsting van de noordelijke muur zijn runen aangetroffen. Het kerkschip werd in latere tijd verlengd.
De toren, het zuidelijke portaal en een noordelijke kapel werden in de late jaren 1400 toegevoegd. Oorspronkelijk had de toren een spits met rond de spits aan elke kant van de toren een driehoekige gevel. Een storm in 1719 velde echter deze spits, die vervolgens niet gereconstrueerd maar vervangen werd door het huidige zadeldak.
De kerk werd in de jaren 1989-1990 grondig gerestaureerd.

#### Apsis
De prachtig uitgevoerde apsis werd net als het koor en het oudste deel van het kerkschip van verschillende kleuren steen opgetrokken. De zeven halfzuilen aan de apsis symboliseren de woorden uit het Bijbelboek Spreuken 9:1 (De Wijsheid heeft zich een huis gebouwd, zeven zuilen heeft zij zich gehouwen) en hebben als basis een steen met floraal motief. De kapitelen van de zuilen zijn versierd met koppen van dieren en hoofden van gekroonde mannen. In twee blinde rondboognissen zijn vierpasramen ingebracht, elk uit één steenblok gehouwen. In het ene raam bevindt zich een gebrandschilderd raam van het Lam Gods, in het andere een gebrandschilderd raam van een duif, het symbool van de Heilige Geest. Beide ramen zijn voorzien van een parelrand. In het zuidelijke vierpasraam zijn bovendien reliëfs van lelies te herkennen, symbool van de Heilige Drievuldigheid.

## Interieur
In de koorboog bevinden zich onder de donkerkleurige kraagstenen de hoofden van een man en vrouw, vermoedelijk de stichters van het kerkgebouw. Aan de noordelijke kant van de koorboog in het kerkschip is nog een steenreliëf van een gekroond hoofd met opgeheven armen te zien.
Tijdens de restauratie van 1989-1990 werden in het hele kerkschip fresco's aangetroffen, waarvan drie onder meerdere lagen. De focus lag op de grootvlakkige fresco's op de noordelijke muur uit 1545, die weliswaar van na de reformatie stammen maar de katholieke traditie volgen. Te zien zijn de drie koningen die het kind Jezus bezoeken. Caspar voert de rij koningen aan, gevolgd door Melchior en Balthasar. Ten westen van dit fresco bevindt zich een fresco van een vrouw, oorspronkelijk waarschijnlijk onderdeel van een grotere Annunciatie-voorstelling. Links van het fresco van de drie koningen is een grote voorstelling van de Kruisiging te zien. Andere fresco's van mindere kwaliteit werden naderhand weer bedekt. Het fresco van Christus in een mandorla in de apsis dateert uit de jaren 1950.
De prachtige smeedijzeren deur van de noordelijke grafkapel dateert uit 1725 en heeft het monogram van de vroegere landheer Frans de Linde, wiens kist hier samen met die van drie andere familieleden staat opgesteld.
Het granieten doopvont in de kerk stamt uit de romaanse tijd. De westelijke galerij werd in 1948 teruggeplaatst op de oude locatie en heeft een renaissance-balustrade met in de velden de schilderijen van de apostelen. Het oude altaarstuk van de kerk, dat tegenwoordig in de torenruimte hangt en schilderwerken van Andreas Friis uit 1922 bevat, is net als de preekstoel een renaissancewerk. Een ander altaarschilderij uit 1709 hangt in het kerkschip boven de zuidelijke uitgang.

## Klokkenspel
In 1977 werd een carillon geïnstalleerd, een geschenk van Karen Marie Christensen uit Nederby. Het klokkenspel bestond uit 14 door de Nederlandse firma Petit & Fritsen gegoten klokken. Dankzij een schenking van Ole Lauridsen kon het carillon in 2002 nog eens worden uitgebreid met twee eveneens in Nederland gegoten klokken, zodat er een breder repertoire aan hymnen kan worden gespeeld.